# Xavier Rolland
Xavier Rolland (ur. 18 maja 1975) – francuski snowboardzista. Nie startował na igrzyskach olimpijskich. Jego najlepszym wynikiem na mistrzostwach świata jest 7. miejsce w gigancie wywalczone na mistrzostwach w Lienzu. Najlepsze wyniki w Pucharze Świata osiągnął w sezonie 1997/1998, kiedy to zajął 17. miejsce w klasyfikacji generalnej.
W 2003 r. zakończył karierę.

## Sukcesy

### Mistrzostwa Świata
| Miejsce | Dzień       | Rok  | Miejscowość          | Konkurencja       | Zwycięzca           |
| ------- | ----------- | ---- | -------------------- | ----------------- | ------------------- |
| 7.      | 27 stycznia | 1996 | Lienz                | Gigant            | Jeff Greenwood      |
| 27.     | 28 stycznia | 1996 | Lienz                | Slalom równoległy | Ivo Rudiferia       |
| DNF     | 13 stycznia | 1999 | Berchtesgaden        | Gigant            | Markus Ebner        |
| 9.      | 14 stycznia | 1999 | Berchtesgaden        | Gigant równoległy | Richard Richardsson |
| 18.     | 15 stycznia | 1999 | Berchtesgaden        | Slalom równoległy | Nicolas Huet        |
| DNF     | 22 stycznia | 2001 | Madonna di Campiglio | Gigant            | Jasey-Jay Anderson  |
| DNF     | 24 stycznia | 2001 | Madonna di Campiglio | Gigant równoległy | Nicolas Huet        |
| DNF     | 26 stycznia | 2001 | Madonna di Campiglio | Slalom równoległy | Gilles Jaquet       |

### Puchar Świata

#### Miejsca w klasyfikacji generalnej
- 1994/1995 - -
- 1995/1996 - 28.
- 1996/1997 - 26.
- 1997/1998 - 17.
- 1998/1999 - 40.
- 1999/2000 - 64.
- 2000/2001 - 54.
- 2001/2002 - -
- 2002/2003 - -

#### Miejsca na podium
1. La Bresse – 13 stycznia 1996 (Slalom równoległy) - 3. miejsce
2. Morioka – 20 lutego 1997 (Slalom równoległy) - 3. miejsce
3. Grächen – 6 marca 1997 (Slalom) - 3. miejsce
4. Zell am See – 20 listopada 1997 (Slalom równoległy) - 2. miejsce
5. San Candido – 10 marca 2000 (Slalom równoległy) - 2. miejsce